# Lingua enindhilyagwa
L'Enindhilyagwa (conosciuta anche sotto altri nomi; vedere sotto) è una lingua australiana aborigena isolata parlata dal popolo Warnindhilyagwa su Groote Eylandt nel Golfo di Carpentaria nel nord dell'Australia. Uno studio del governo australiano del 2001 (consultabile qui) ha identificato più di un migliaio di parlanti, sebbene vi siano relazioni che parlano di tre migliaia di parlanti.

## Nomi
Altre varianti includono:
- Andiljangwa
- Andilyaugwa
- Anindilyakwa (usato da Ethnologue)
- Aninhdhilyagwa (usato da R. M. W. Dixon's Lingue australiane)
- Enindiljaugwa
- Enindhilyagwa
- Wanindilyaugwa

Conosciuta anche come Groote Eylandt per la sua posizione. Un altro nome è Ingura o Yingguru.

## Classificazione
Sebbene venga a volte raggruppato tra le lingue gunwinyguan, l'Enindhilyagwa non sembra essere imparentato con nessun'altra lingua australiana e i recenti tentativi di Nicholas Evans di ridurre il numero di lingue parlate in Australia lo hanno messo tra le lingue isolate.

## Fonologia

### Vocali
L'analisi delle vocali dell'Enindhilyagwa è aperta all'interpretazione. Stokes (1981) lo analizza come dotato di quattro vocali fonemiche, /i e a u/. Leeding (1989) lo analizza come dotato di appena due, /ɨ a/.

### Consonanti
|            | periferiche     | periferiche | periferiche | laminari | laminari  | apicali     | apicali |
| bilabiali  | velari          | velari      | palatali    | dentali  | alveolari | retroflesse |         |
| bilabiali  | Non arrotondate | arrotondata | palatali    | dentali  | alveolari | retroflesse |         |
| ---------- | --------------- | ----------- | ----------- | -------- | --------- | ----------- | ------- |
| Stop       | p               | k           | kʷ          | c        | t̪         | t           | ʈ       |
| nasali     | m               | ŋ           | ŋʷ          | ɲ        | n̪         | n           | ɳ       |
| laterali   |                 |             |             | ʎ        | l̪         |             |         |
| rotiche    |                 |             |             |          |           | r           | ɻ       |
| Semivocali |                 |             | w           | j        |           |             |         |

### Fonotattica
Tutte le parole Enindhilyagwa finiscono in vocale. All'interno di una parola possono comparire gruppi di tre consonanti.

## Grammatica

### Classi nominali
L'Enindhilyagwa ha cinque generi, ognuno di questi caratterizzato da un prefisso: 
- Maschile
- Maschile non umano
- Femminile (umano o non umano)
- Inanimato "lustro", col prefisso a-.
- Inanimato "non lustro", col prefisso mwa-.

Per i pronomi legati, al posto delle classi "maschile umano" e "maschile non umano" vi è un'unica classe "maschile".
Tutti i nomi nativi hanno un prefisso di genere, ma alcuni prestiti possono esserne sprovvisti.